# 大叶党参
大叶党参（学名：Codonopsis affinis）是桔梗科党参属的植物。分布在锡金、印度、尼泊尔以及中国大陆的西藏等地，生长于海拔2,300米至3,200米的地区，多生于山地林中，目前尚未由人工引种栽培。

## 别名
近缘党参（植物分类学报）